# Dženan Kurtić
Dženan Kurtić (Strasburgo, 22 giugno 1992) è un cestista francese con cittadinanza bosniaca.